# Тэтхем, Чарльз
Чарльз Т. Тэтхем (англ. Charles T. Tatham; 3 сентября 1854, Нью-Йорк, Нью-Йорк — 24 сентября 1939, Нью-Йорк, Нью-Йорк) — американский фехтовальщик, двукратный серебряный и бронзовый призёр летних Олимпийских игр 1904.
На Играх 1904 в Сент-Луисе Тэтхем участвовал в трёх соревнованиях. В командном состязании рапиристов он занял второе место, выиграв серебряную медаль. В этой же индивидуальной дисциплине он занял третье место и выиграл бронзовую медаль. В турнире на шпагах он выиграл ещё одну серебряную награду.
В индивидуальных соревнованиях награды Тэтхема причисляются Кубе, а в командных США.